# Ромер, Альфред Исидор

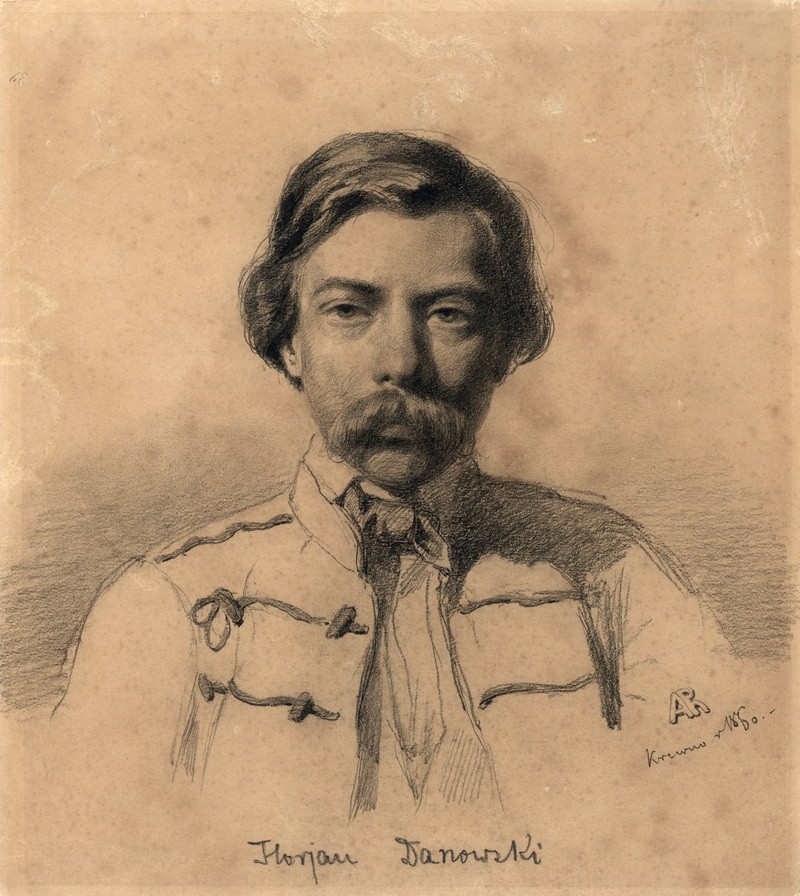
Альфред Ромер. Портрет ссыльного повстанца Флориана Дановского. 1860, бумага, карандаш, Национальный музей Литвы.

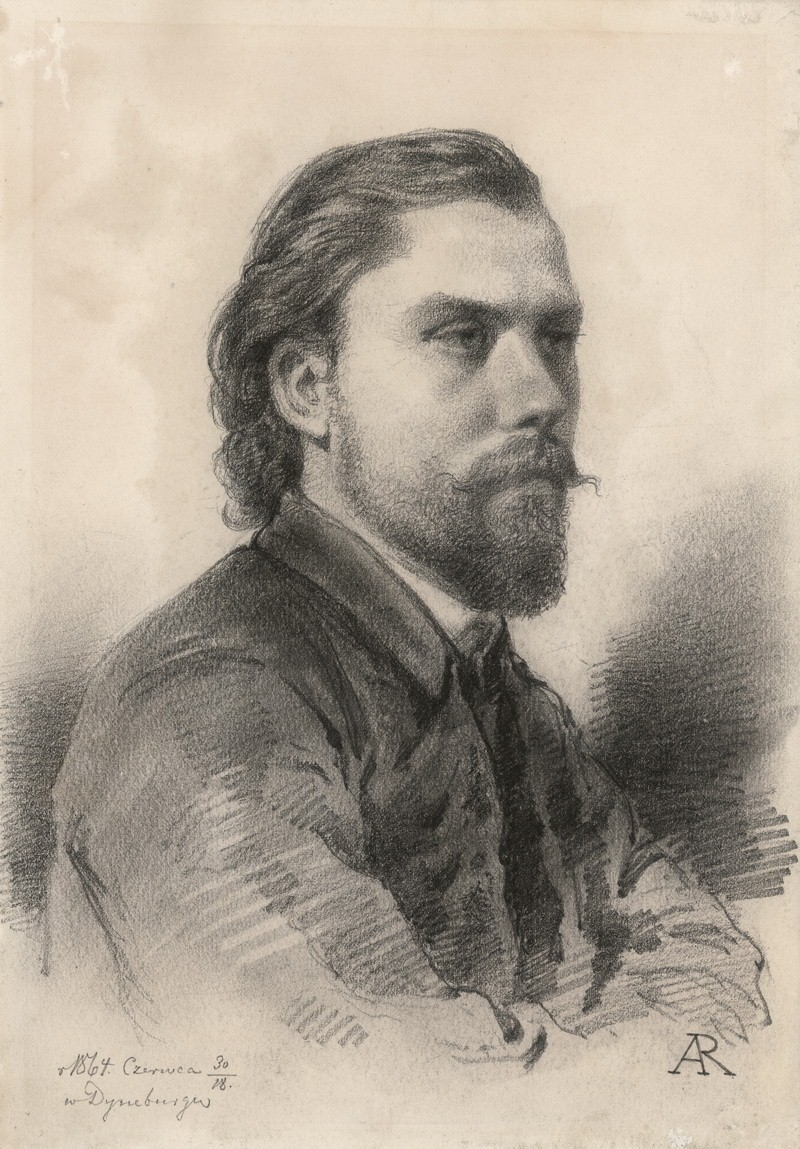
Альфред Ромер. Портрет священника Болеслава Александровича, 1864, бумага, карандаш, Национальный музей Литвы.

Альфред Исидор Ромер (бел. Альфрэд Ізідор Ромер; 4 (16) апреля 1832, Вильно — 24 января 1897, д. Королиново (совр. Поставский р-н, Витебской обл.) — белорусский, литовский и польский художник, скульптор, медальер, искусствовед и этнограф, участник Январского восстания в Варшаве в 1863 году.

## Биография
Родился в Вильно, в семье художника Эдварда Яна Ромера, учившегося у Яна Рустема. Эдвард Ян Ромер был участником предыдущего Польского восстания, и сыном Михаила Ромера, выходца из знатного саксонского рода, предки которого в XV веке через Курляндию переселились на территорию Великого Княжества Литовского.
Изучал право в Виленском университете и брал уроки живописи у Канута Русецкого, после чего уехал в Париж, где продолжил обучение у Антония Олещинского.
По возвращении, с конца 1850-х годов, жил в имении Кревно Ново-Александровского уезда (совр. Утенский уезд Литвы), печатал свои рисунки и гравюры в журнале «Колосья». Принимал участие в национально-освободительном движении против Российской империи. За участие в Январском восстании 1863-64 гг. был заключён в крепость Динабург. После освобождения из тюрьмы, продал имение, имущество и переехал в Мюнхен, где продолжил обучение живописи в Академии изящных искусств под руководством Альфреда фон Рамберга и Людвига фон Хагна. По окончании учёбы вместе с Рамбергом и Альбертом фон Келлером отправился в Италию, где для совершенствования мастерства копировал произведения Паоло Веронезе. Поддерживал себя, рисуя на заказ портреты аристократов и пейзажи. Участвовал в выставках живописи в Мюнхене, Париже и Кракове.
В середине 70-х годов XIX века вернулся в Вильно, где в 1874 году женился на графине Ванде Сулистровской (1853—1897), владелице имения Каролиново, где и жил следующие 10 лет, наиболее плодотворных в его жизни. Занимался этнографическими исследованиями, изучением народного прикладного творчества, на основе чего начал писать монографию о Слуцких поясах, собрал коллекцию древних документов, которые впоследствии были переданы в музей Кракова. В это же время создавал гравюры, портреты, композиции с изображением сюжетов из жизни и быта простого народа. Будучи талантливым декоратором, принимал участие в создании росписей католических и православных храмов. Сочетал стиль живописи мастеров раннего Возрождения с импрессионизмом.
В 1884 году переехал в Краков. С 1888 года принимал участие в работе «Комиссии истории искусства Академии наук» в Кракове. В отчетах комиссии была опубликована его монография «Польские пояса. Их фабрики и знаки» (1893), один из разделов которой был посвящён слуцким поясам. Там же был опубликован доклад «К истории Виленской школы изящных искусств» (1896). Умер в имении Каролиново. Был похоронен в семейной усыпальнице в Костёле Святой Марии в Тракае.

## Творчество
- Зарисовки народных костюмов и сцен крестьянского быта: «Крестьянская изба», «Крестьянская девочка», «Крестьянский двор», «Возле кабака» и др.;
- Зарисовки архитектурных памятников: «Вишнево. Двор. Вид с фасада»;
- Росписи на религиозные темы: «Пресвятая Дева Мария» и «Успение» в костеле в Пинске, «Христос и сирота» в костёле Иоанна Крестителя в деревне Камаи[6].
- Бронзовые медали с портретными изображениями;
- Гравюры;
- Карикатуры.

Всего за свою жизнь художник создал 63 живописных полотна, 81 пастель, 41 медальон, 9 скульптур, несколько десятков рисунков, пейзажей и акварелей, копий икон и портретов. Репродукции гравюр, карикатуры и этнографические работы Альфреда Ромера печатались в польских журналах «Tygodnik ilustrowany», «Litwa i Rus'», «Wisla», «Kłosy» и др. На страницах журналов были помещены репродукции гравюр «Костёл в Камаях. Виленская губерния» (1878), «Мещанин из Виленской губернии. Свенцянский уезд. Камайский приход» (1881). «Крестьянки из Могилёвской губернии Рогачёвского уезда» (1881), «Старый храм в Кобыльнике Свенцянскога уезда» (1880), фольклорная публикация «Всенощная пахота» (1897).

## Память
- В приходе костёла Иоанна Крестителя в агрогородке Камаи Поставского района 2007 год объявлен Годом Альфреда Ромера;
- В честь Альфреда Ромера названы улицы в  агрогородке Камаи и деревне Королиново;
- В Камайском костеле установлена памятная таблица Альфреду Ромеру;
- Детской художественной школе в городе Поставы Витебской области присвоено имя Альфреда Ромера.

## Семья

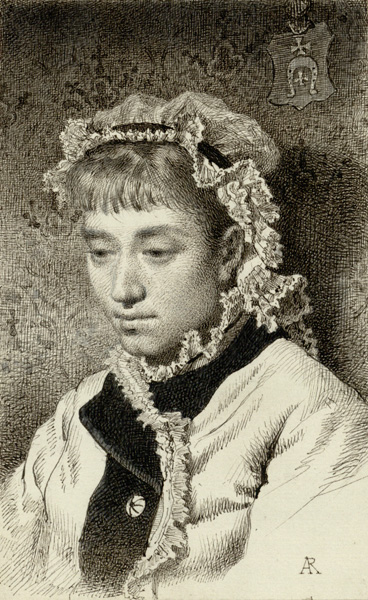
Ванда Сулистровская

Родители — Эдвард Ян Непомуцен Ромер, герба «Лаский», и Анна Монвид-Белозор, герба «Венява».
Брат — Евгений Тадеуш Ромер (1833 −1847).
Жена — Ванда Сулистровская (09.11.1853, м. Вишнево — 1944), герба «Любич».
Дочь — Ромер-Охенковская Гелена Антонина Рахеля (21.07.1875, Вильно — 26.03.1947, Торунь) вышла замуж в 1904 г. за Генриха Охенковского (1872 — 21.02.1925), герба «Гржимала». Детей не было.

## Произведения

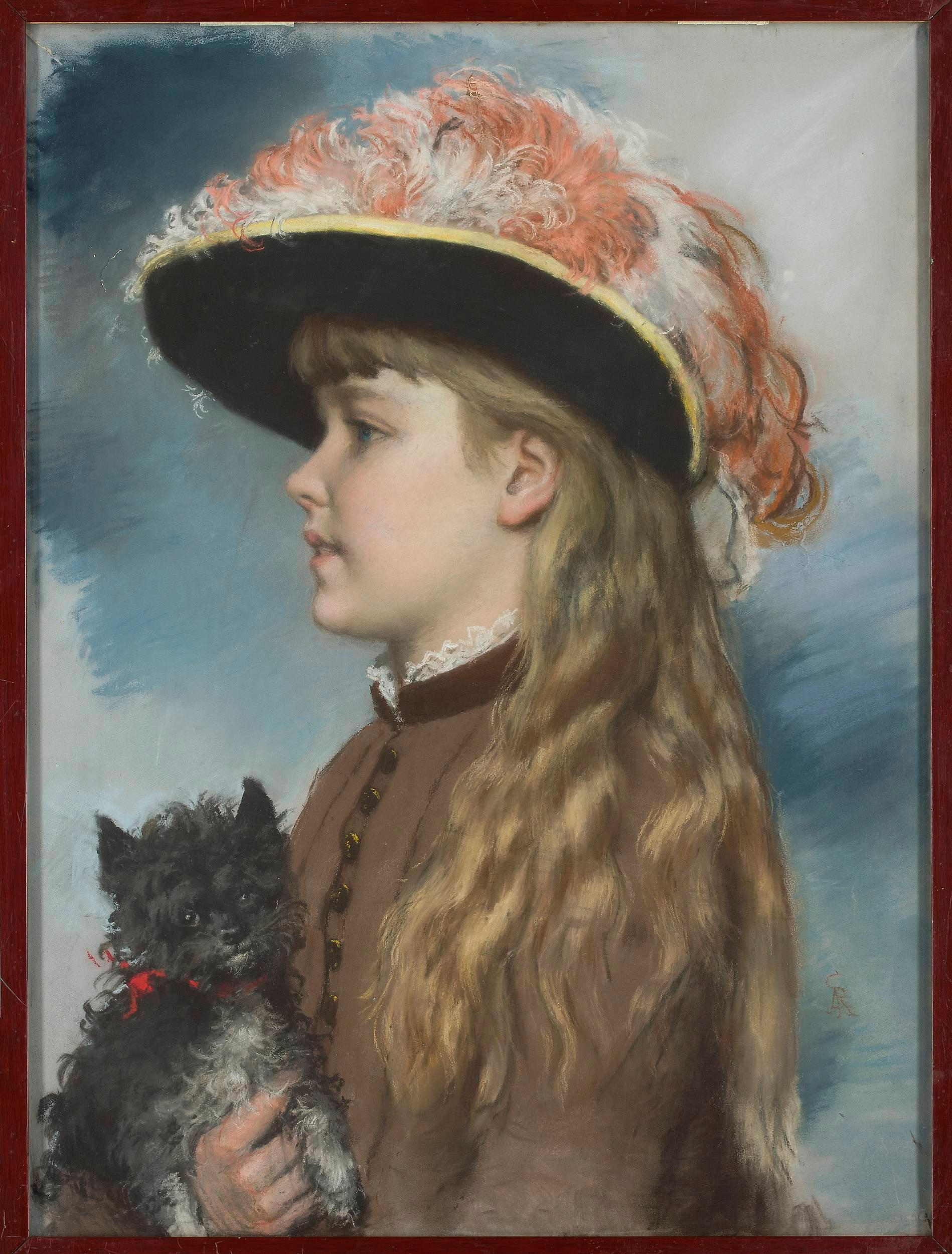
Гелена Ромер-Оченковская
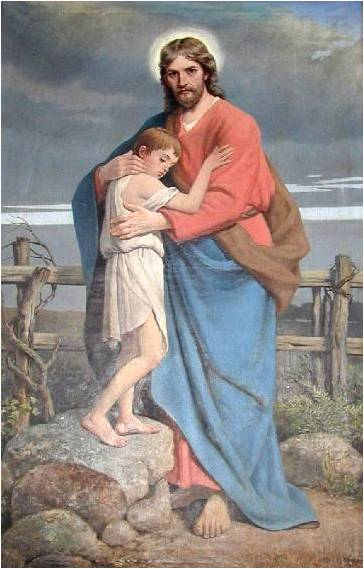
Христос и сирота
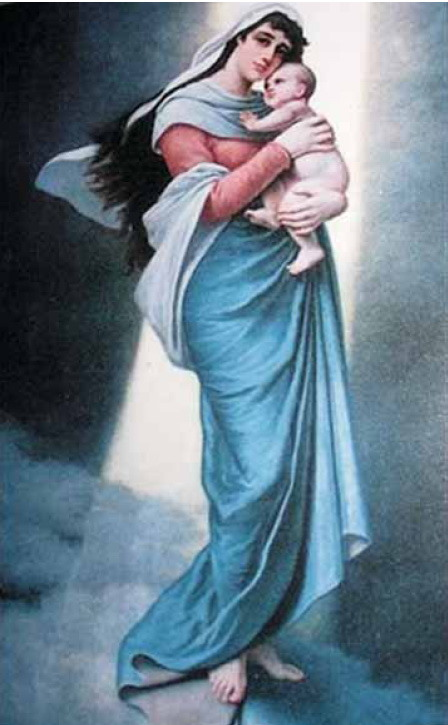
Мадонна Пинская
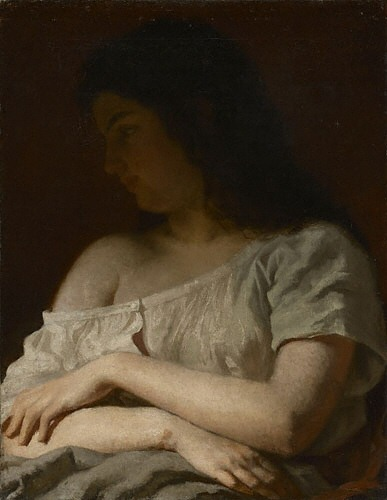
Женские руки.
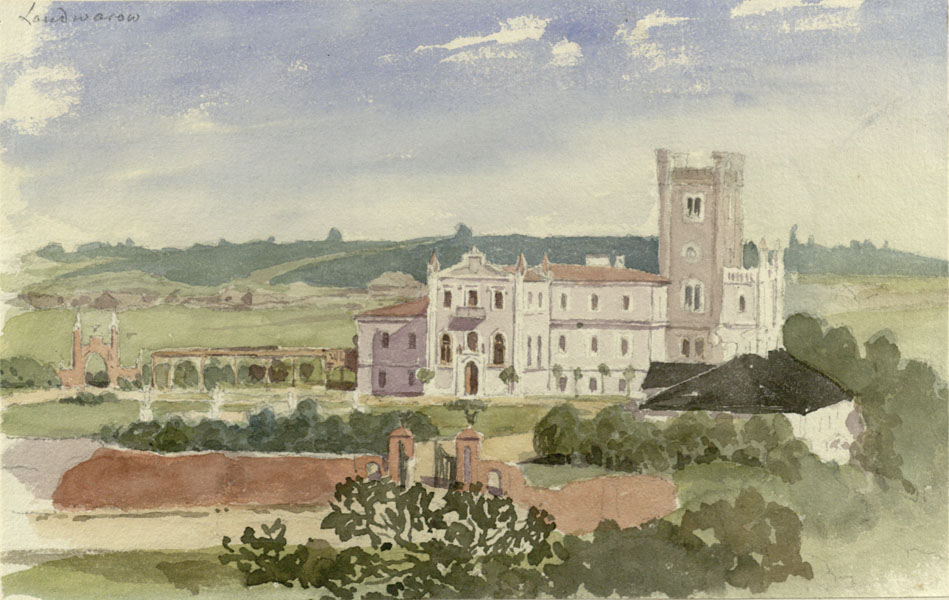
Лентварис, 1869, акварель
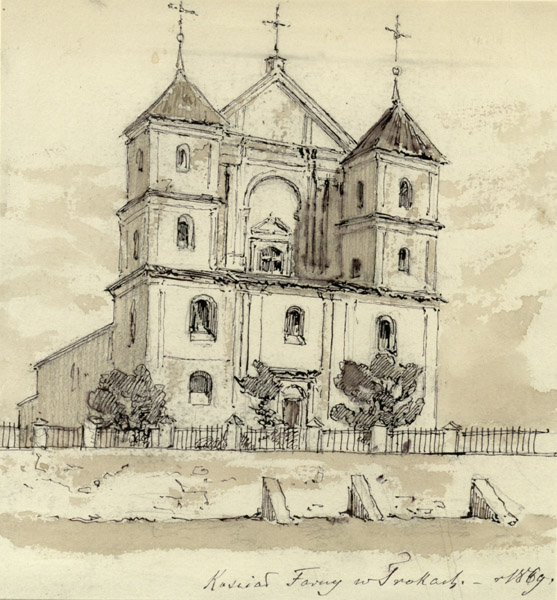
Тракай
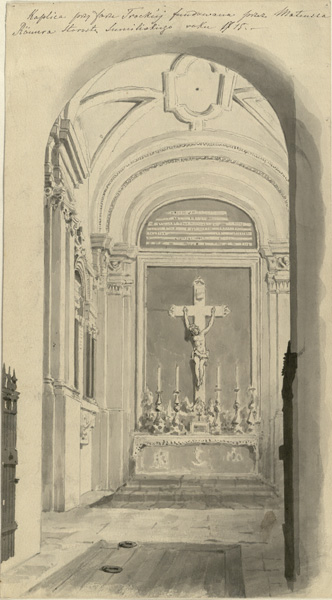
Тракай
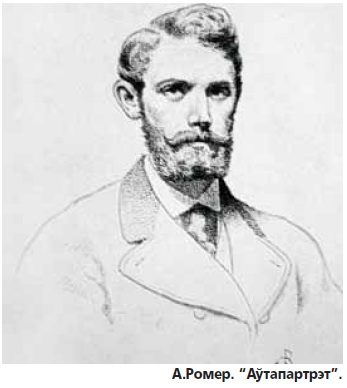
Автопортрет